# Michael Volle
Michael Volle (* 29. März 1960 in Freudenstadt) ist ein deutscher Opernsänger (Bariton).

## Leben
Der Bariton Michael Volle wurde am 29. März 1960 in Freudenstadt im Schwarzwald geboren. Seine Brüder sind der Schauspieler Hartmut Volle und der Opernsänger Dietrich Volle. Nach seinem Studium bei Josef Metternich und Rudolf Piernay führte den Preisträger zahlreicher internationaler Gesangswettbewerbe, unter anderem des CIEM in Genf und Neue Stimmen in Gütersloh, ein erstes Engagement nach Mannheim. Weitere Stationen waren die Opernhäuser in Bonn, Düsseldorf und Köln. Seit der Spielzeit 2007/08 ist er an der Bayerischen Staatsoper in München engagiert.
Gastverträge folgten unter anderem mit dem Royal Opera House Covent Garden, der Opéra National de Paris, der Mailänder Scala, der Berliner Staatsoper, der Deutschen Oper Berlin, der Bayerischen Staatsoper München, dem Théâtre de la Monnaie Brüssel, der Wiener Staatsoper und den Salzburger Festspielen. Dem Ensemble des Opernhaus Zürich gehörte der Künstler von 1999 bis 2007 an, wo er in fast allen großen Partien seines Fachs brillierte u. a. als Marcello in La Bohème, als Jeletzki in Pique Dame, als Graf Almaviva in Le nozze di Figaro, als Sixtus Beckmesser in Die Meistersinger von Nürnberg, in der Titelrolle des Don Giovanni, als Barak in Die Frau ohne Schatten oder in der Titelrolle des Eugen Onegin. 2007 gab er sein Debüt bei den Bayreuther Festspielen als Sixtus Beckmesser in Die Meistersinger von Nürnberg, welchen er dort auch 2008 wieder sang, während Volle in der vielbeachteten, von Barrie Kosky verantworteten Festspiel-Inszenierung dieser Wagner-Oper des Jahres 2017 als Hans Sachs brillierte.
Michael Volle ist weltweit als Lied- und Konzertsänger engagiert. Er arbeitet(e) mit Dirigenten und Dirigentinnen wie Veronika Stoertzenbach, Zubin Mehta, Seiji Ozawa, Riccardo Muti, James Levine, Wolfgang Sawallisch, Marek Janowski, Michel Plasson, Charles Dutoit, Ingo Metzmacher, Helmuth Rilling, Philippe Herreweghe und Valery Gergiev, ist u. a. mit dem Israel Philharmonic Orchestra, den Bamberger Symphonikern, dem DSO Berlin, dem Orchester der Mailänder Scala, der Staatskapelle Dresden und den Münchner Philharmonikern aufgetreten. Außerdem ist seine künstlerische Arbeit auch auf zahlreichen CD-Einspielungen und Fernsehaufzeichnungen dokumentiert.
Volle lebt in Berlin; er ist in zweiter Ehe mit der Schweizer Opernsängerin Gabriela Scherer verheiratet, mit der er zwei Kinder hat.
Im August 2020 setzte sich Michael Volle zusammen mit Künstlerkollegen wie Annette Dasch und Andreas Schager für Konzerte während der Corona-Restriktionen ein und plädierte für eine aktivere Musikszene, denn die Musiker selbst seien die Lobby.

## Repertoire
Volles Repertoire reicht von Mozart (Don Giovanni, Graf, Figaro, Guglielmo, Don Alfonso, Papageno), Bach (Kaffeekantate), Carl Maria von Weber (Der Freischütz, Kaspar) Tschaikowski (Onegin, Jeletzki), Humperdinck (Peter Besenbinder), über Wagner (Sachs, Wolfram, Beckmesser, Amfortas, Gunther, Kurwenal, Holländer, Wotan), Verdi (Nabucco, Falstaff, Ford, Posa, Amonasro, Germont, Macbeth), Puccini (Marcello, Lescaut, Scarpia), Strauss (Mandryka, Barak, Musiklehrer, Jochanaan, Orest), Pfitzner (Borromeo), Debussy (Pelléas et Mélisande, Golaud), Lehár (Danilo) zu Britten (Billy Budd) und Berg (Wozzeck) und Henze (Pentheus).

## Auszeichnungen
- 2008: „Sänger des Jahres“ in der Kritikerumfrage der Zeitschrift Opernwelt
- 2008: Merkur-Theaterpreis der Zeitung Münchner Merkur
- 2010: nominiert für einen Laurence Olivier Award in der Kategorie „Outstanding Achievement in Opera“[4]
- 2014: nominiert für die International Opera Awards in der Kategorie „bester Sänger“
- 2023: „Sänger des Jahres“ in der Kritikerumfrage der Zeitschrift Opernwelt
- 2024: Österreichischer Musiktheaterpreis 2024: Auszeichnung in der Kategorie Beste männliche Hauptrolle für Die Meistersinger von Nürnberg  (Hans Sachs) an der Wiener Staatsoper[5]

## Diskografie (Auswahl)
CD
- Zemlinsky: Der Traumgörge. EMI.
- Schubert: Winterreise. Animato.
- Schubert: Schwanengesang. Naxos.
- Bach: Matthäus-Passion. EMI
- Songs by Great Conductors. Oehms.

DVD
- Die Gezeichneten. Euroarts.
- Beatrice di Tenda. TDK.
- Carl Maria von Weber: Der Freischütz. Constantin Film 2010
- Wagner: Die Meistersinger von Nürnberg. EMI.
- Puccini: La Bohème. EMI.
- Wagner: Parsifal. Deutsche Grammophon.
- Debussy: Pelléas et Mélisande. TDK.
- Schubert: Fierrabras. EMI.
- Richard Strauss: Salome. Opus Arte.
- Richard Strauss: Ariadne auf Naxos. TDK